# Populit

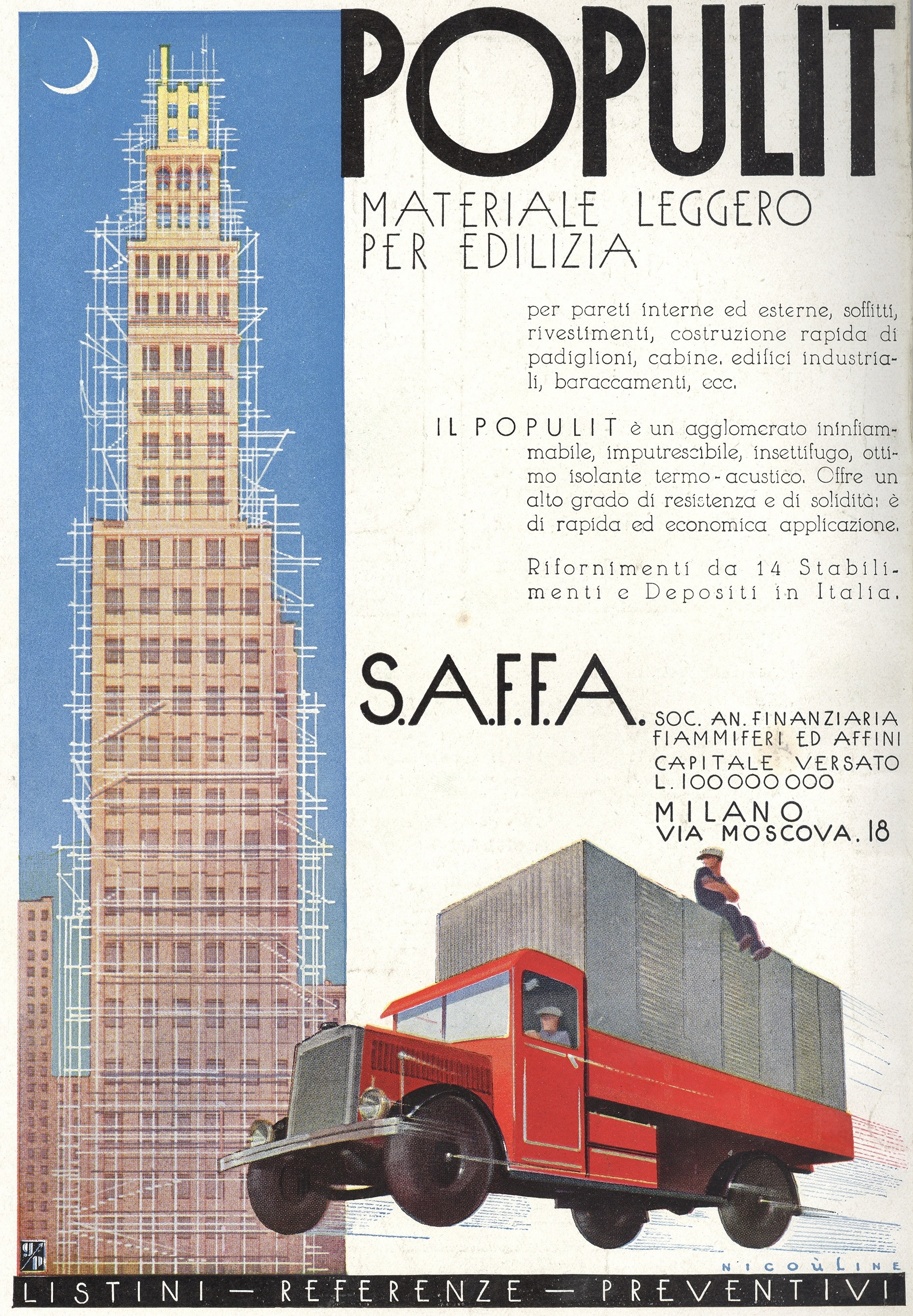
Pubblicità d'epoca (anno 1936)

Populit è il nome commerciale di un materiale la cui produzione iniziò negli anni '30 e molto comune negli anni '60 e 70 del secolo scorso, costituito da agglomerati porosi di sostanze vegetali, generalmente fibre di legno truciolato, alghe marine, ecc. impastati con cemento ad alta resistenza. 
L'impasto è gettato in casseri e, dopo l'indurimento, viene segato in lastre, che si trovavano in commercio soprattutto nelle dimensioni unificate di 2 x 0.50 metri, per spessori di 1.5, 3, 5, e 8 centimetri. 
Tale materiale veniva usato nelle costruzioni civili e industriali per la sua notevole resistenza in rapporto alla sua bassa massa specifica.
La sua caratteristica principale è la minima conducibilità termica ed acustica, dovuta all'alto grado di porosità creata dagli innumerevoli e irregolari canalicoli che contiene.
Le lastre di Populit si possono segare, inchiodare e intonacare. Esse aderiscono tenacemente alle superfici murarie mediante l'interposizione di malta di cemento o di calce.
Il populit non è infiammabile e sottoposto all'azione prolungata del fuoco si carbonizza senza produrre fiamma. 
Trovava largo impiego per la formazione di tramezzi e per separare locali che richiedono un isolamento termico o acustico ed ebbe ampio utilizzo nelle prime forme autarchiche di edilizia prefabbricata quali la cosiddette case Pater (ampiamente utilizzate nell'urbanistica delle città di fondazione del periodo fascista e ove servisse edificare case economiche in tempi brevi) ma anche in realizzazioni di maggior dimensione e complessità.
Si costruivano con il Populit pareti sottili a camera d'aria, sostenute da leggera orditura di legno, intonacate sulle due facce esterne; soffiature di solai, foderature di sottotetti, isolamenti di terrazze, sottofondi di pavimenti, rivestimenti di involucri di caldaie, ecc.
Il Populit gamma è un tipo speciale che ha particolari proprietà come assorbente acustico: è costituito da una più minuta struttura cellulare, ricoperta da uno strato di materia fibro-plastica. Veniva utilizzato per migliorare l'acustica di sale pubbliche, teatri, cinema, ecc.
Il Populit onda ha caratteristiche analoghe al precedente; le lastre hanno le facce esterne ondulate per aumentare la superficie esposta al suono.